# Тютчев, Иван Николаевич
Ива́н Никола́евич Тю́тчев (12 октября 1768 — 26 апреля 1846) — брянский помещик, поручик, надворный советник; устроитель усадьбы Овстуг. Известен главным образом как отец поэта Фёдора Тютчева.

## Биография
Родился 12 октября 1776 или 13 ноября 1768 года, и был младшим сыном Николая Андреевича и Пелагеи Денисовны Тютчевых.
Обучался на дому, далее учился в Греческом корпусе, в Санкт-Петербурге. Затем служил в гвардии и дослужился до звания поручика, рано вышел в отставку.
В конце 1790-х годов Тютчев часто посещал дом Фёдора Андреевича Остермана, где познакомился с родственницей его жены, Екатериной Львовной Толстой. После их свадьбы супруги некоторое время жили в родовом имении Тютчевых в Овстуге.
После смерти Остермана в 1804 году Тютчевы поселились в его имении в Москве, которое затем продали в 1810 году, приобретя вместо него усадьбу в Армянском переулке. В 1812 году, опасаясь нашествия французов, семья уехала в Ярославль, откуда вернулась в ноябре того же года.
С 1813 года занимал пост смотрителя экспедиции Кремлёвского строения.
На рубеже 1830-1840-х годов Тютчев заказал архитектору Г. Ф. Герасимову проект нового каменного дома в усадьбе взамен старого деревянного.
В 1841 году, после увольнения младшего сына со службы, он заложил деревню Харабровичи, входящую в его имение, часть которого уже была заложена четырьмя годами ранее. В 1843 году он вынужден был провести раздел имения, уступив две трети сыновьям по дарственной записи, оставив за собой деревни Ситковичи и Старая Салынь. Землю в последнем он завещал управляющему имения Тютчевых вольноотпущенному Василию Кузьмичу Стрелкову.
Скончался 26 апреля 1846 года и был похоронен в Овстуге рядом с Успенской церковью.

## Дети
В браке с Екатериной Львовной Толстой (1776—1866) родилось шестеро детей: 22 июня 1801 года — Николай, в 1803 — Фёдор, в 1805 — Сергей, в 1806 — Дарья, в 1809 — Дмитрий, и в 1811 — Василий. Трое младших сыновей умерли во младенчестве.